# Buenos Aires Golf Club

Mapa del Partido de San Miguel donde se encuentra el club de Golf.

El Buenos Aires Golf Club se encuentra ubicado en la ciudad de Bella Vista, Provincia de Buenos Aires - Argentina y fue inaugurado en 1994. 
El club está considerado uno de los mejores campos de golf de América Latina, uno de los más importantes de Sudamérica y el mejor de la Argentina. 
En su cancha de 27 hoyos diseñada por el Arq. Robert Von Hagge se disputaron el Abierto de la República Argentina y la Copa Los Andes, ambos eventos de trascendencia internacional.

## Eventos celebrados por el club
La siguiente lista muestra el total de eventos celebrados en el Club:
- 102.º Abierto de la República - Año: 2007[1]
- 99.º Abierto de la República - Año: 2004
- Copa del Mundo EMC2 - Año: 2000[2]
- Tour Argentino de Profesionales - Año: 1999
- Campeonato Nacional por Golpes - Año: 1998
- Campeonato Nacional Fourball - Año: 1998
- Campeonato Nacional de Interclubes - Año: 1997
- Campeonato Nacional por Golpes - Año: 1996
- Copa Los Andes - Año: 1994
- 89.º Abierto de la República - Año: 1994